# Floronia exornata
Floronia exornata là một loài nhện trong họ Linyphiidae.
Loài này thuộc chi Floronia. Floronia exornata được Ludwig Carl Christian Koch miêu tả năm 1878.